# Хаимский, Мойше
Мойше Хаимский (идиш משה חאַיִמסקי‎‎; 1 октября 1892, Кишинёв, Бессарабская губерния — после 1978, Кирьят-Ата, Израиль) — еврейский поэт-сатирик, прозаик, переводчик, редактор. Писал на идише под собственным именем и под псевдонимом «Мойше бен Аба-Зис» (Моисей, сын Абы и Зисл).

## Биография
Отец, Аба (Аврум-Аба, Абрам) Шмеркович Хаимский (1862 — не ранее 1940), был занят в торговле рыбой, имел лавку на Новом рынке. Мать — Зисл Абрамовна Фрейнк (1868—?).
Учился в хедере и народной школе, затем работал печатником в типографии, а межды двумя мировыми войнами — наборщиком в кишинёвском издательстве литературы на идише. За участие в революционном движении привлекался к дознанию, во время предварительного заключения познакомился с А. П. Улановским.
Публиковал стихи и прозу в еврейской прессе Румынии — газетах и журналах «Унзер цайт» (Наше время, Кишинёв), «Ди вох» (Неделя, Бухарест), «Инзл» (Остров, Бухарест), «Уфганг» (Восход, Сигет).
В 1976 году эмигрировал в Израиль, где публиковался в газете «Лецте найес» (Последние новости, Тель-Авив). Жил в Кирьят-Ате.
Опубликовал сборник предназначенных для театральных ревю сатирических стихов и очерков «А книп ин бак» (Щелчок в щёку, 1934), рассказы из жизни еврейских рабочих в Бессарабии «Финцтере винклен» (Тёмные углы, 1935), роман о Деле врачей «Нохмилхомэ-роман» (Послевоенный роман, 1978, перевод на иврит — 1981), сборник «Сатирише лидер» (Сатирические стихи, 1978) — последние две книги под псевдонимом «Мойше бен Абэ-Зис» (по именам родителей). Перевёл на идиш книгу очерков Николая Анова «Днепрострой» («Днепэр-бой», 1933). С 1930 года издавал и редактировал в Кишинёве литературно-художественный журнал «Дер штром» (Поток).
Воспоминания о нём оставил писатель Шлойме Бикл.

## Семья
- Сын — Зельман (Золмен-Шимен) Моисеевич Хаимский (1924—2007), инженер-гидротехник, изобретатель, публицист, переводчик научной литературы с румынского языка.

## Книги
- ערשטע װוּנדן (Первые раны, повесть). Кишинёв, 1921. — 30 с.
- אַ קניפּ אין באַק (Щелчок в щёку). Бухарест, 1934. — 54 с.
- פֿינצטערע װינקלען (Тёмные уголки). Бухарест, 1935. — 64 с.
- פֿון דור צו דור: נאָכמלחמה ראָמאַן און דאָס בילבול אױף ייִדישע דאָקטױרים (От поколения к поколению: послевоенный роман и навет на евреев-врачей). Кирьят-Ата, 1978. — 228 с.
- סאַטירישע לידער (Сатирические стихи). Кирьят-Ата, 1978. — 28 с.

## Статьи
- Аф шпрах фун дер провинциалер пресе (О языке провинциальной прессы). AS, 28 (1932), 21—34.[4]